# Wizualizacja architektoniczna
Wizualizacja architektoniczna – sposób przedstawiania projektu architektonicznego, produktu itp. poprzez wykorzystanie grafiki trójwymiarowej w celu ukazania wizji skończonego projektu. 
Proces składa się z następujących etapów:
- modelowanie - tworzenie obiektów trójwymiarowych (najczęściej wykorzystując rysunki 2D z takich programów jak AutoCad lub Microstation)
- tworzenie i nałożenie materiałów - obecnie programy pozwalają na symulowanie takich efektów jak refrakcja, efekty kaustyczne czy SSS (Sub Surface Scattering), oraz materiałów takich jak wosk, skora ludzka bądź owoce np. winogrona
- ustawienie oświetlenia
- rendering - proces w którym komputer oblicza odbicia światła od obiektów znajdujących się w scenie.

Dzisiejsze programy komputerowe pozwalają na dokładną symulacje odbić światła w zależności od wykorzystanych materiałów poprzez proces obliczeniowy zwany globalną iluminacją.